# إريك شميت (كرة يد)
إريك شميت (بالألمانية: Erik Schmidt) مواليد 28 ديسمبر 1992 في ماينتس، هو لاعب كرة يد ألماني يلعب كمحور. يلعب حاليا مع نادي هانوفر بورغدورف لكرة اليد ويحمل الرقم 28. مثل منتخب ألمانيا لكرة اليد.

## سجل المنافسة
شارك في البطولات التالية:
- بطولة العالم لكرة اليد للرجال 2015
- بطولة أوروبا لكرة اليد للرجال 2016

## الإنجازات
- بطولة أوروبا لكرة اليد للرجال:
  -  ذهبية: بطولة أوروبا لكرة اليد للرجال 2016

## روابط خارجية
- إريك شميت على موقع الاتحاد الأوروبي لكرة اليد (الإنجليزية)
- إريك شميت على موقع الدوري الألماني لكرة اليد (الألمانية)